# Sisymbrium reboudianum
Sisymbrium reboudianum là một loài thực vật có hoa trong họ Cải. Loài này được Verl. miêu tả khoa học đầu tiên năm 1857.